# John Bagnell Bury
John Bagnell Bury (Clontibret, Condado de Monaghan; 16 de octubre de 1861–Roma, 1 de junio de 1927) fue un historiador y filólogo británico-irlandés, autoridad en estudios clásicos y en el campo de la bizantinología. Suele ser citado como J. B. Bury.
Fue educado inicialmente por su padre, rector de la Iglesia de Irlanda (anglicanismo). Entró en el Foyle College (Derry) y posteriormente en el Trinity College (Dublín), donde se graduó en 1882. En el mismo Trinity obtuvo plaza de fellow en 1885, con 24 años; y la cátedra de Historia Moderna, que mantuvo por nueve años. En 1898 fue nombrado Regius Professor de griego en la misma institución, cargo que ejerció simultáneamente a la cátedra de historia. En 1902 se trasladó a la Universidad de Cambridge, donde ocupó la plaza de Regius Professor de Historia Moderna. 
En Cambridge, Bury fue el mentor del gran medievalista sir Steven Runciman, quien más tarde comentó haber sido «el primer y único estudiante de Bury»". Al principio, Bury, de carácter huraño, trataba de rechazarle, pero al mencionar Runciman que podía leer ruso, Bury le proporcionó una pila de artículos búlgaros para editar; y esa fue la manera en que comenzó su fructífera relación.
A la edad de 65 años se trasladó a Roma, donde murió. Fue enterrado en el cementerio protestante de esa ciudad.

## Obra
En 1905 publicó la primera biografía propiamente histórica sobre la figura de san Patricio, patrón de Irlanda. Su obra abarca todas las épocas históricas, desde la Antigua Grecia hasta el Papado en el siglo XIX, deteniéndose en la historia del Imperio romano de Oriente, que la historiografía anglosajona, desde Gibbon, había menospreciado. Se caracteriza por su accesibilidad al público general, al tiempo que mantiene el rigor académico. Sus dos obras sobre filosofía de la historia están en el contexto de las ideas de progreso y racionalidad propias de la era victoriana. Escribió artículos para la Encyclopædia Britannica, y él mismo fue objeto de uno, en la edición de 1911. Junto con Frank Adcock y S. A. Cook editó The Cambridge Ancient History, de 1919.